# Ingvar Jónsson
Ingvar Jónsson (* 18. října 1989, Island) je islandský fotbalový brankář, který v současnosti působí v klubu Sandefjord Fotball. Je také islandským reprezentantem.

## Reprezentační kariéra
Ingvar Jónsson hrál za islandské reprezentační výběry U19 a U21.
V A-mužstvu Islandu debutoval 12. 11. 2014 v přátelském zápase v Bruselu proti domácímu týmu Belgie (prohra Islandu 1:3).
Dvojice trenérů islandského národního týmu Lars Lagerbäck a Heimir Hallgrímsson jej zařadila do závěrečné 23členné nominace na EURO 2016 ve Francii, kam se Island probojoval z kvalifikační skupiny A (byl to zároveň premiérový postup Islandu na Mistrovství Evropy). Na evropském šampionátu se islandské mužstvo probojovalo až do čtvrtfinále, kde podlehlo Francii 2:5 a na turnaji skončilo. Ingvar byl náhradním brankářem, jedničkou mezi tyčemi byl Hannes Þór Halldórsson.